# Don't Start Now
Don't Start Now is een single van de Britse zangeres Dua Lipa. Het is de eerste single van haar tweede studioalbum, Future Nostalgia. Het nummer kwam uit op 1 november 2019. Don't Start Now is een disco-pop song die gaat over de zangeres' ex-liefde. De single werd in verschillende landen goed onthaald, met top 5 noteringen in België, Nederland, Verenigd Koninkrijk, Ierland, Verenigde Staten, Letland, en Australië. Het werd Dua's negende top 20 hit in de Ultratop 50 en in Nederland zelfs de tiende top 20 single in de Single Top 100. De single kreeg vervolgens dubbel platina in België. De bijhorende videoclip kwam uit op haar YouTube kanaal dezelfde dag. Lipa zong het nummer voor het eerst live tijdens The Graham Norton Show, daarna zong ze het nummer nog tijdens een promotour op vier award shows, zeven tv-shows en twee muziekfestivals.

## Achtergrond
Op 11 oktober 2019 kondigde Dua's manager de datum aan van de single. Later bevestigde de zangeres op 22 oktober 2019 de single, met een teaser, waar ze te zien is met een gele bodysuit op een stoel. Ook wiste de zangeres alles van haar sociale media, om het vorige hoofdstuk af te sluiten en een nieuwe te beginnen. Later was de zangeres ook te zien in New York, waar ze de videoclip filmde. Lipa gaf de hoes van de single vrij op 24 oktober 2019.

## Promotie
YouTube promootte het nummer voor het eerst op de billboards op Times Square, en in haar thuisstad Londen. De dag voor het uitbrengen van het nummer, bracht Snapchat een filter uit met het refrein van het nummer. Op 15 november 2019 volgde er een lyric video en op 10 januari 2020 bracht de zangeres een officiële liveversie uit, waarbij ze het nummer speelt met een live band van een negentien personen.

## Videoclip
De videoclip van de single ging in première op 1 november 2019 na een trailer die uitkwam met de single. De videoclip die geregisseerd werd door Nabil vindt plaats op twee verschillende locaties. De ene toont een gemaskerd bal de andere een club. Op 15 november 2019 verscheen er ook een lyric video van het nummer.

## Awards & nominaties
Wegens het grote succes van het nummer, kreeg de zangeres verschillende nominaties binnen voor Don't Start Now, waaronder een EMA voor Best Song, en een American Music Award voor Best Pop Song. Die laatste won ze in november. Eind november kreeg Lipa zes nominaties voor de Grammy Awards, waaronder drie voor het nummer Don't Start Now, o.a. in de hoofdcategorieën Record of the Year en Song of the Year.

## Live performances
De zangeres zong het nummer live voor het eerst op 1 november 2019 tijdens The Graham Norton Show. Later zong ze het nummer nog op de MTV Europe Music Awards in Sevilla. De zangeres zong het nummer ook tijdens een volledige set in The Pointe, Dubai op 15 november 2019, en een dag daarna op het OnePlus Music Festival in Mumbai. In de Verenigde Staten zong Lipa het nummer tijdens de finale van The Voice, de American Music Awards en tijdens de late night show van Jimmy Fallon. Tijdens de Future Nostalgia Tour zong Lipa het nummer steevast in de bis-ronde als afsluiter van het concert.

## Hitnoteringen

### VlaamseUltratop 50
| Hitnotering: 09-11-2019 t/m 08-08-2020 | Hitnotering: 09-11-2019 t/m 08-08-2020 | Hitnotering: 09-11-2019 t/m 08-08-2020 | Hitnotering: 09-11-2019 t/m 08-08-2020 | Hitnotering: 09-11-2019 t/m 08-08-2020 | Hitnotering: 09-11-2019 t/m 08-08-2020 | Hitnotering: 09-11-2019 t/m 08-08-2020 | Hitnotering: 09-11-2019 t/m 08-08-2020 | Hitnotering: 09-11-2019 t/m 08-08-2020 | Hitnotering: 09-11-2019 t/m 08-08-2020 | Hitnotering: 09-11-2019 t/m 08-08-2020 | Hitnotering: 09-11-2019 t/m 08-08-2020 | Hitnotering: 09-11-2019 t/m 08-08-2020 | Hitnotering: 09-11-2019 t/m 08-08-2020 | Hitnotering: 09-11-2019 t/m 08-08-2020 | Hitnotering: 09-11-2019 t/m 08-08-2020 | Hitnotering: 09-11-2019 t/m 08-08-2020 | Hitnotering: 09-11-2019 t/m 08-08-2020 | Hitnotering: 09-11-2019 t/m 08-08-2020 | Hitnotering: 09-11-2019 t/m 08-08-2020 | Hitnotering: 09-11-2019 t/m 08-08-2020 | Hitnotering: 09-11-2019 t/m 08-08-2020 |
| Week:                                  | 1                                      | 2                                      | 3                                      | 4                                      | 5                                      | 6                                      | 7                                      | 8                                      | 9                                      | 10                                     | 11                                     | 12                                     | 13                                     | 14                                     | 15                                     | 16                                     | 17                                     | 18                                     | 19                                     | 20                                     |                                        |
| -------------------------------------- | -------------------------------------- | -------------------------------------- | -------------------------------------- | -------------------------------------- | -------------------------------------- | -------------------------------------- | -------------------------------------- | -------------------------------------- | -------------------------------------- | -------------------------------------- | -------------------------------------- | -------------------------------------- | -------------------------------------- | -------------------------------------- | -------------------------------------- | -------------------------------------- | -------------------------------------- | -------------------------------------- | -------------------------------------- | -------------------------------------- | -------------------------------------- |
| Positie:                               | 12                                     | 4                                      | 4                                      | 3                                      | 2                                      | 3                                      | 2                                      | 2                                      | 2                                      | 2                                      | 3                                      | 3                                      | 2                                      | 3                                      | 2                                      | 2                                      | 4                                      | 5                                      | 2                                      | 3                                      |                                        |
| Week:                                  | 21                                     | 22                                     | 23                                     | 24                                     | 25                                     | 26                                     | 27                                     | 28                                     | 29                                     | 30                                     | 31                                     | 32                                     | 33                                     | 34                                     | 35                                     | 36                                     | 37                                     | 38                                     | 39                                     |                                        |                                        |
| Positie:                               | 5                                      | 4                                      | 5                                      | 6                                      | 8                                      | 6                                      | 5                                      | 18                                     | 10                                     | 15                                     | 19                                     | 27                                     | 29                                     | 32                                     | 40                                     | 43                                     | 46                                     | 49                                     | 42                                     | uit                                    |                                        |

### NederlandseSingle Top 100[17]
| Hitnotering: 09-11-2019 t/m 22-08-2020 09-01-2021 t/m 16-01-2021 | Hitnotering: 09-11-2019 t/m 22-08-2020 09-01-2021 t/m 16-01-2021 | Hitnotering: 09-11-2019 t/m 22-08-2020 09-01-2021 t/m 16-01-2021 | Hitnotering: 09-11-2019 t/m 22-08-2020 09-01-2021 t/m 16-01-2021 | Hitnotering: 09-11-2019 t/m 22-08-2020 09-01-2021 t/m 16-01-2021 | Hitnotering: 09-11-2019 t/m 22-08-2020 09-01-2021 t/m 16-01-2021 | Hitnotering: 09-11-2019 t/m 22-08-2020 09-01-2021 t/m 16-01-2021 | Hitnotering: 09-11-2019 t/m 22-08-2020 09-01-2021 t/m 16-01-2021 | Hitnotering: 09-11-2019 t/m 22-08-2020 09-01-2021 t/m 16-01-2021 | Hitnotering: 09-11-2019 t/m 22-08-2020 09-01-2021 t/m 16-01-2021 | Hitnotering: 09-11-2019 t/m 22-08-2020 09-01-2021 t/m 16-01-2021 | Hitnotering: 09-11-2019 t/m 22-08-2020 09-01-2021 t/m 16-01-2021 | Hitnotering: 09-11-2019 t/m 22-08-2020 09-01-2021 t/m 16-01-2021 | Hitnotering: 09-11-2019 t/m 22-08-2020 09-01-2021 t/m 16-01-2021 | Hitnotering: 09-11-2019 t/m 22-08-2020 09-01-2021 t/m 16-01-2021 | Hitnotering: 09-11-2019 t/m 22-08-2020 09-01-2021 t/m 16-01-2021 | Hitnotering: 09-11-2019 t/m 22-08-2020 09-01-2021 t/m 16-01-2021 | Hitnotering: 09-11-2019 t/m 22-08-2020 09-01-2021 t/m 16-01-2021 | Hitnotering: 09-11-2019 t/m 22-08-2020 09-01-2021 t/m 16-01-2021 | Hitnotering: 09-11-2019 t/m 22-08-2020 09-01-2021 t/m 16-01-2021 | Hitnotering: 09-11-2019 t/m 22-08-2020 09-01-2021 t/m 16-01-2021 |
| Week:                                                            | 1                                                                | 2                                                                | 3                                                                | 4                                                                | 5                                                                | 6                                                                | 7                                                                | 8                                                                | 9                                                                | 10                                                               | 11                                                               | 12                                                               | 13                                                               | 14                                                               | 15                                                               | 16                                                               | 17                                                               | 18                                                               | 19                                                               | 20                                                               |
| ---------------------------------------------------------------- | ---------------------------------------------------------------- | ---------------------------------------------------------------- | ---------------------------------------------------------------- | ---------------------------------------------------------------- | ---------------------------------------------------------------- | ---------------------------------------------------------------- | ---------------------------------------------------------------- | ---------------------------------------------------------------- | ---------------------------------------------------------------- | ---------------------------------------------------------------- | ---------------------------------------------------------------- | ---------------------------------------------------------------- | ---------------------------------------------------------------- | ---------------------------------------------------------------- | ---------------------------------------------------------------- | ---------------------------------------------------------------- | ---------------------------------------------------------------- | ---------------------------------------------------------------- | ---------------------------------------------------------------- | ---------------------------------------------------------------- |
| Positie                                                          | 16                                                               | 9                                                                | 8                                                                | 8                                                                | 7                                                                | 10                                                               | 11                                                               | 17                                                               | 6                                                                | 6                                                                | 8                                                                | 7                                                                | 7                                                                | 8                                                                | 9                                                                | 9                                                                | 8                                                                | 5                                                                | 6                                                                | 6                                                                |
| Week:                                                            | 21                                                               | 22                                                               | 23                                                               | 24                                                               | 25                                                               | 26                                                               | 27                                                               | 28                                                               | 29                                                               | 30                                                               | 31                                                               | 32                                                               | 33                                                               | 34                                                               | 35                                                               | 36                                                               | 37                                                               | 38                                                               | 39                                                               | 40                                                               |
| Positie:                                                         | 7                                                                | 6                                                                | 6                                                                | 6                                                                | 7                                                                | 10                                                               | 13                                                               | 17                                                               | 18                                                               | 25                                                               | 34                                                               | 41                                                               | 44                                                               | 49                                                               | 51                                                               | 61                                                               | 69                                                               | 74                                                               | 87                                                               | 89                                                               |
| Week:                                                            | 41                                                               |                                                                  | 42                                                               |                                                                  |                                                                  |                                                                  |                                                                  |                                                                  |                                                                  |                                                                  |                                                                  |                                                                  |                                                                  |                                                                  |                                                                  |                                                                  |                                                                  |                                                                  |                                                                  |                                                                  |
| Positie:                                                         | 87                                                               | uit                                                              | 89                                                               |                                                                  |                                                                  |                                                                  |                                                                  |                                                                  |                                                                  |                                                                  |                                                                  |                                                                  |                                                                  |                                                                  |                                                                  |                                                                  |                                                                  |                                                                  |                                                                  |                                                                  |

### Nederlandse Top 40
| Positie: | 28 | 9  | 6  | 5  | 5  | 6  | 5  | 4  | 5  | 5  | 2  | 3  | 3   | 4 | 3 |
| Week:    | 16 | 17 | 18 | 19 | 20 | 21 | 22 | 23 | 24 | 25 | 26 | 27 |     |   |   |
| Positie: | 3  | 3  | 4  | 6  | 11 | 12 | 12 | 17 | 22 | 27 | 32 | 34 | Uit |   |   |

### Mega Top 30[18]
| Positie: | 12 | 2  | 2  | 3  | 3  | 3  | 3  | 3  | 4  | 5 | 2 | 2 | 3 | 3 |
| Week:    | 15 | 16 | 17 | 18 | 19 | 20 | 21 | 22 | 23 |   |   |   |   |   |
| Positie: | 4  | 3  | 4  | 8  | 9  | 3  | 5  | 10 | 13 |   |   |   |   |   |

### NPO Radio 2 Top 2000
Don't Start Now stond alleen in 2020 in de NPO Radio 2 Top 2000, op plek 1483.